# Liste des maîtres de la province de Portugal de l'ordre du Temple
Pour un article plus général, voir Liste des maîtres de province de l'ordre du Temple.
Cet article présente une liste des maîtres de la province de Portugal de l'ordre du Temple.

## Province de Portugal
Certains auteurs portugais mentionnent Arnaldo da Rocha (pt) parmi les neuf premiers chevaliers ayant fait partie de la milice des pauvres chevaliers du Christ et du temple de Salomon aux côtés de Gondemare (pt), tous deux d'origine portugaise,.
Mais l'implantation des templiers débute au Portugal en 1126 avec un don de la veuve d'Henri de Bourgogne, à la condition que ceux-ci participent à la Reconquista des terres des royaumes musulmans de la péninsule Ibérique.
Parmi les templiers qui ont contribué à l'installation de l'ordre dans ce qui n'était encore que le comté de Portugal, on trouve :
- Le frère Guillaume (Guilherme)[4], Guilherme Ricardo n'ayant pas existé car il s'agit de deux individus distincts, de 1124 à 1128.
- Raymond Bernard (Raimundo Bernardo), à qui Thérèse de León fit don de la forteresse de Soure, de 1126 à 1135[4],[5].
- Pedro Froilaz, de 1135 à 1143[5].

En 1147 le roi de Portugal, Afonso Henriques leur confia la garde de ses frontières avec les Maures mais aussi avec le royaume d'Alphonse VII de León et Castille. C'est à cette époque que l'on voit apparaître le titre de maître de la province de Portugal. À partir de 1160, ils bâtirent la forteresse de Tomar autour de laquelle la ville éponyme s'installera.
Le Portugal fait partie des sept premières provinces que constitua le Temple en Europe comme l'indique l'article 87 des retraits de la règle.
Vers 1220 selon Damien Carraz, cette province fut clairement intégrée à la province de Castille et León, pour former la province des trois royaumes d'Espagne (basée à Tomar et Castelo Branco). On trouve alors des commandeurs de Portugal subordonnés au maître de la province. Cette fusion pourrait être antérieure (dès le début du XIIIe siècle si on suit l'opinion de certains historiens espagnols et portugais, mais si on prend le point de vue d'Alain Demurger et de Kristjan Toomaspoeg, le Portugal a toujours été subordonné à la Castille et au León.
À partir de 1283, les templiers de Castille et León, alors aux ordres du grand commandeur Gómez García, s'opposent à João Fernandes qui est pourtant maître des trois royaumes légitimement élu. En résulte la scission des deux provinces en 1289 avec Gonzalo Yáñez maître de Castille et León et Afonso Gomes, maître de Portugal mais dans les faits cette scission est déjà effective depuis 1285 car João Fernandes a été mis à l'écart par le grand commandeur de Castille et León appuyé par Sanche IV de Castille.
Dès 1310, à la suite du procès intenté aux Templiers, le roi Denis Ier de Portugal mit tout en œuvre pour préserver leurs actifs qui devaient revenir aux hospitaliers, et en 1319 la milice de l'ordre du Christ fut créée.
| Maître                                                    | Période de maîtrise          | Commentaires et autre(s) fonction(s) |
| --------------------------------------------------------- | ---------------------------- | --- |
| Hugues de Montoire (Hugo Martins ou Hugo Martonio)        | 1143 - 1156                  | |
| Pedro Arnaldo                                             | 1156 - 1158                  | |
| Gualdim Pais                                              | 1156(1158) - 1195            | |
| Lopo Fernandes                                            | ,                            | |
| Fernando Dias                                             | 1202                         | |
| Gomes Ramires (Gómez Ramírez)                             | 1210 - 1212,                 | |
| Province de Castille, León et Portugal pour cette période | 1210-1285                    | |
| fr. João Fernandes                                        | 1285 - 1288                  | Dernier maître des trois royaumes d'Espagne, élu en 1283. Il perd le contrôle de la Castille et du León à partir de 1285, supplanté par Gómez García son subordonné (grand commandeur) dans ce royaume |
| Afonso Pais-Gomes                                         | 1289 - 1290                  | |
| Lourenço Martins                                          | 1291 - 1295 († 1er mai 1308) | |
| Vasco Fernandes                                           | 1295 - 1306                  | 1295: « Fr. Gonçalo Fernandes em nome do glorioso Barõ D. Vasco Fernandes Mestre da Cavallaria do Temple no Reino de Portugal » « , e religiosos D. Vasco Fernandes Mestre da Nobre Cavallaria da Ordem do Temple no Reino de Portugal » 1296: « Domni Velasci Fernandi Magistri Ordinis Militiæ Templi in regno Portugaliæ » « D. Vasco Fernandes Mestre da Ordem da Cavallaria do Templo nos meus Regnos » oct. 1301: « Virum Domnum Valascum Fernandi Magistrum Ordinis Militiæ Templi in Regno Portugaliæ » 1303: « Damos a vós D. Vasco Fernandus Mestre dà Ordem da Cavallaria do Temple nos nossos Regnos » « Præsentibus Viris Valasco Fernandes olim Magistro in Regno Portugaliæ... Fratribus quondam Ordinis Templi Hyerosolimitani in dicto Regno » Commandeur de Montalvão (pt) (Ordre du Christ), 1319-..., † 1323 |